# Kafka-Konferenz

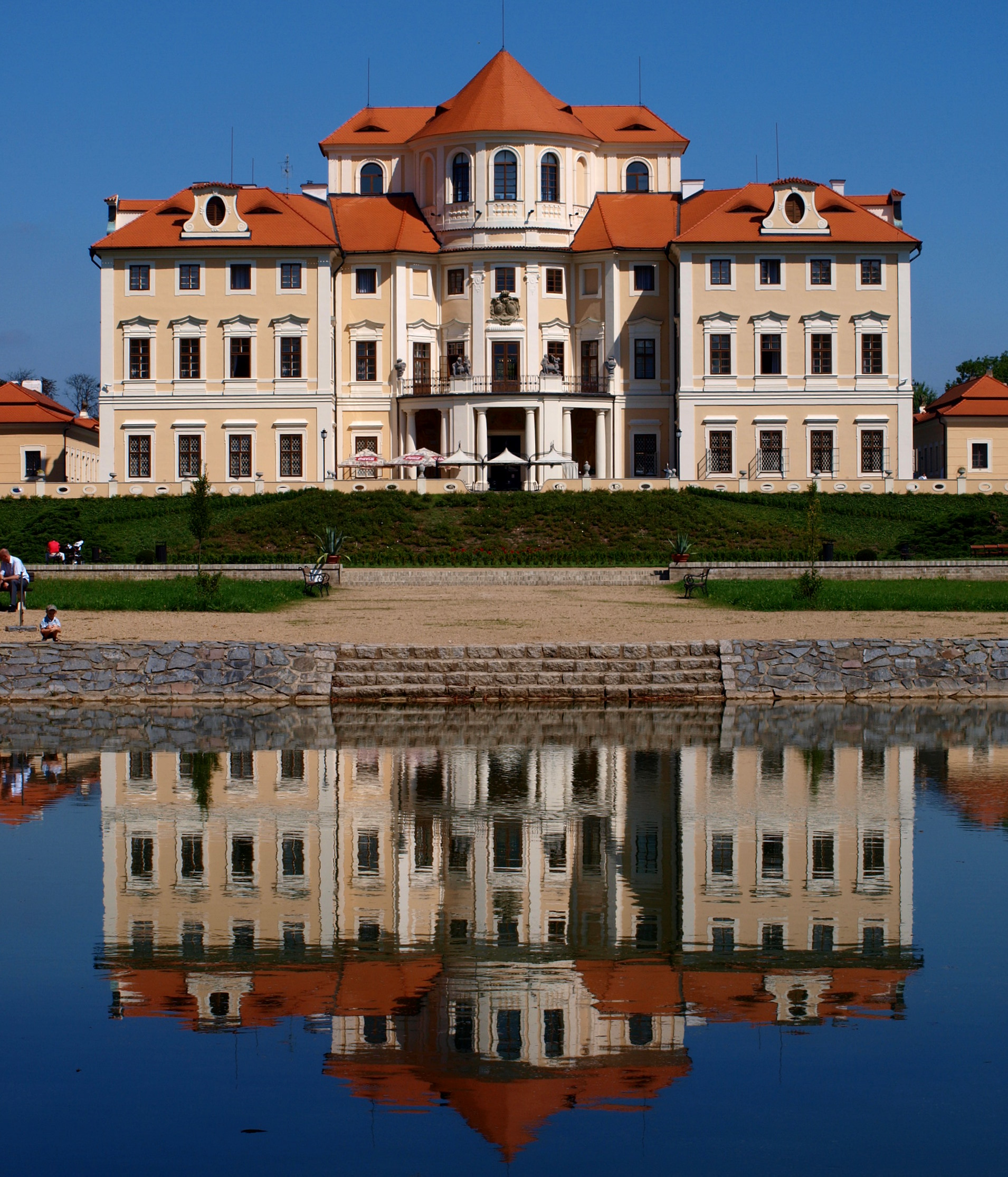
Schloss Liblice, Tagungsort

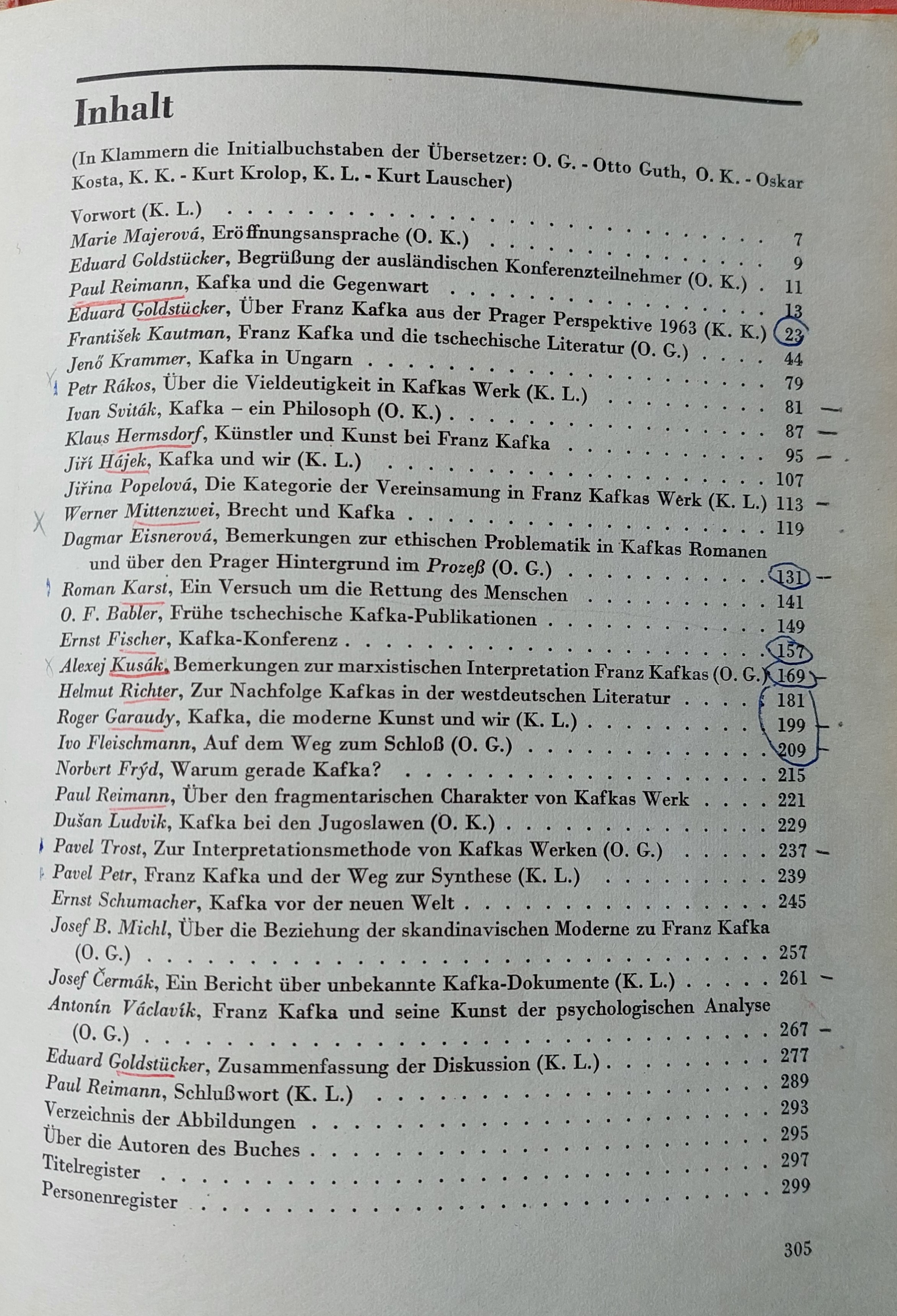
Inhaltsverzeichnis der deutschen Ausgabe der Konferenzschrift (1965)

Die Kafka-Konferenz (auch Liblice-Konferenz) im Mai 1963 war eine internationale Tagung des tschechoslowakischen Schriftstellerverbandes (SČSS). Sie ging später in die Geschichte als ein Markstein des Demokratisierungsprozesses ein, von dem aus wichtige Impulse für den Prager Frühling von 1968 ausgingen. Die Tagung auf Schloss Liblice beschäftigte sich mit der Wirkung des damals im Ostblock noch weitgehend verbotenen Schriftstellers Franz Kafka und mit dem Phänomen der Entfremdung.

## Hintergründe
Franz Kafka, der 1924 verstorbene, in Prag wirkende Dichter und Schriftsteller jüdischer Abstammung, war in den kommunistischen Ländern lange Zeit verboten. Obwohl er sich keineswegs explizit politisch engagierte, hatten seine Werke eine zeitlos brisante Aussagekraft. Nachdem die Literaturzeitschrift Sinn und Form in der DDR 1962 eine Rede Jean-Paul Sartres über Kafka veröffentlicht hatte, wurde der Chefredakteur Peter Huchel entlassen. Dabei richtete Sartres Rede sich offensichtlich nicht gegen den Marxismus. „Kafka wäre“, so Sartre in seinem Referat La Démilitarisation de la culture in Moskau, „von der westlichen Kritik im Kampf gegen den Sozialismus mißbraucht worden. Der Kulturwettstreit um die Kafka-Interpretation müsse zum Vorteil des Marxismus ausgehen“. In der Tschechoslowakei wurde daraufhin Sartres Moskauer Rede im Januar 1963 in der progressiven Zeitschrift Plamen  veröffentlicht.
Kafkas Roman Der Process durfte in der Tschechoslowakei erst 1965 erscheinen, der erste Satz „Jemand musste Josef K. verleumdet haben, denn ohne daß er etwas Böses getan hätte, wurde er eines Morgens verhaftet“ erinnerte, so die Schriftstellerin Alena Wagnerová, zu deutlich an die Normalität der stalinistischen Epoche. Der Roman, der in der Sowjetunion damals heimlich im Samisdat (ohne Nennung des Autors und des Entstehungsjahres) kursierte, wurde von den Intellektuellen wegen seiner Authentizität als Werk eines russischen Dissidenten betrachtet.
„Ich könnte leben und lebe nicht“ heißt es in einem Brief Kafkas an Max Brod am 5. Juli 1922 und im November 1920 hatte er seiner Freundin Milena Jesenská geschrieben: „Ich beschäftige mich mit nichts anderem als mit Gefoltert-werden und Foltern.“, womit Kafka sein Unbehagen über die Entfremdung und Verdinglichung seiner Umgebung in seiner Zeit ausdrückte.
Zwar haben mehrere Literaturwissenschaftler wie Endre Kiss Kafkas Wirkung stark politisiert, indem sie Kafka als vorausschauenden „Entlarver der Unmenschlichkeit und Undurchschaubarkeit des realen Sozialismus“ sahen. Diese Interpretation spielte auch eine zentrale Rolle während des Prager Frühlings wie in der Kafka-Rezeption im Westen. Zeitzeugen zufolge hat Kafka sich auch in linksintellektuellen Kreisen bewegt (Nähe zu sozialrevolutionären Bewegungen und Offenheit gegenüber der sozialistischen Idee), in seinen Werken hat sich Kafka jedoch nie theoretisch oder politisch geäußert.
Franz Kafkas Werk mit seinen albtraumhaften hierarchisch-bürokratischen Machtsystemen war in den vom Stalinismus beherrschten Staaten Osteuropas nach 1945 trotzdem lange Zeit verfemt und wenig bekannt, während es in Westeuropa und den USA rasch Geltung gewann. In der Sowjetunion und der DDR hielt sich die offizielle Ablehnung am längsten.

## Die Konferenz von 1963

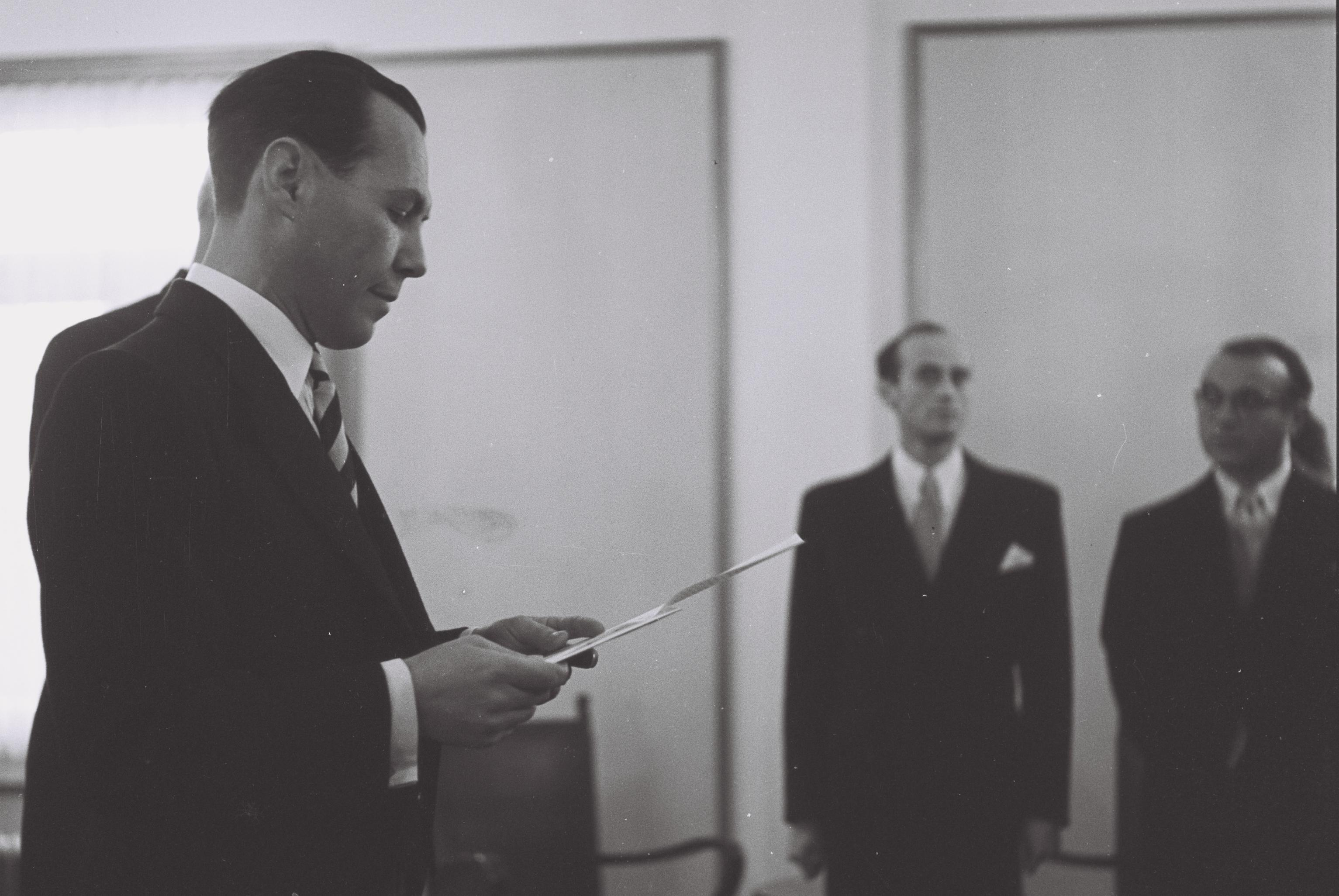
Eduard Goldstücker als Botschafter in Israel (1950)

Die Idee einer internationalen Tagung über Kafka anlässlich seines 80. Geburtstages kam aus den Reihen der Tschechoslowakischen Akademie der Wissenschaften, u. a. vom Germanisten und späteren Präsidenten des tschechoslowakischen Schriftstellerverbandes Eduard Goldstücker. Sie fand am 27. und 28. Mai 1963 im Schloss Liblice statt, das nach Enteignung seiner Besitzer 1945 in den Besitz der Akademie gekommen war. Goldstücker bat achtzehn tschechoslowakische und neun ausländische Teilnehmer um Referate. Sowjetische Germanisten nahmen nicht teil. Es ging um die Themenschwerpunkte einer Aufwertung von Kafkas Werk aus marxistisch-leninistischer Sicht und um die Einbindung Kafkas ins deutsch-jüdische Prag sowie die tschechische Kulturtradition.

### Thema Entfremdung
Ein wesentlicher Diskussionspunkt war die Frage der durch Kafka thematisierten „Entfremdung“. Die sechs DDR-Teilnehmer, darunter u. a. Werner Mittenzwei, sahen das Phänomen der Entfremdung historisch auf die Bürgerliche Gesellschaft beschränkt. Mittenzwei, Paul Reimann und der Kafka-Experte Klaus Hermsdorf betonten, dass Kafka die Kapitulation und die unüberwindbare Entfremdung des Menschen verkörpere und somit „nichts mehr zur Entwicklung des Sozialismus beitragen“ könne. Eduard Goldstücker stellte demgegenüber fest, dass die in Kafkas Werken beschriebene Entfremdung nicht auf kapitalistische Gesellschaften beschränkt sei, sondern „in Zeiten des Übergangs zum Sozialismus“ noch viel intensiver sein könne. Undogmatisch äußerten sich auch Roger Garaudy und der österreichische Schriftsteller Ernst Fischer. Kafkas Aktualität resultiere aus der realen Alltagserfahrung einer entfremdeten Gesellschaft. Die Wirklichkeit durch Ideologie zu ersetzen und Kafka mit seiner „Darstellung der Widersprüche des Lebens“ zu negieren, sei unmarxistisch. Goldstücker meinte, Kafka führe seine Leser zwar bis an den Rand des Nihilismus, öffne aber gleichzeitig ein „Fensterchen der Hoffnung“. Ernst Fischer prägte den Satz: 

„Kafka bedeutet den Kampf gegen Dogmatismus und Bürokratismus und gleichzeitig den Kampf für soziale Demokratie, Initiative und Verantwortung.“

Der französische KP-Theoretiker und Alt-Stalinist Roger Garaudy sekundierte: „In gewissem Sinne ist Kafkas Werk ein Appell an unser kommunistisches Gewissen, ein Aufruf zum Kampf gegen alles, was sich noch in unserem Leben der Kontrolle des Menschen in den Beziehungen zwischen Individuum und Kollektiv entzieht.“
Auf der Kafka-Konferenz in Liblice wurde die Entfremdungsdiagnose zum ersten Mal auch auf den realen Sozialismus bezogen.

### Thema Dekadenz
Auch die Dekadenzfrage wurde ausführlich erörtert.
Ernst Fischer führte dazu aus: „die Welt, in der dieser Kafkaismus gedeiht, ist überfüllt von Erscheinungen der Dekadenz, des Niedergangs“. Dekadenz sei ein Gift, vor dem zu warnen Pflicht der Marxisten sei, aber es gebe „nicht allzu viele Dichter und Schriftsteller, die sich mit der Dekadenz identifizieren“.
„Wir dürfen“, erkannte Goldstücker, „unter dem allumfassenden und undefinierten Begriff Dekadenz nicht summarisch alle künstlerischen Strömungen verurteilen, die anderen als unseren Voraussetzungen entspringen und Werke schaffen, die unserer Methode und unserem Geist zuwiderlaufen.“
„Kafkas Haltung“, dozierte der tschechische Altkommunist Pavel Reiman auf Schloß Liblice, „kann unmöglich zum normalen Lebensgefühl eines Menschen werden, der aktiv am Aufbau der neuen sozialistischen Gesellschaft teilnimmt. Wir schätzen Kafka als Schriftsteller, der ehrlich die Wahrheit suchte.“

### Teilnehmer
Teilnehmer der Konferenz waren folgende Personen:
- Präsidium: Alois Hofman, Marie Majerová, Pavel Reiman und Eduard Goldstücker (alle Tschechoslowakei).
- Tschechoslowakei: Otto F. Babler, Josef Čermák, Dagmar Eisnerová, Ivo Fleischmann, Norbert Frýd, Jiří Hájek, František Kautman, Karel Krejčí, Alexej Kusák, Josef B. Michl, Pavel Petr, Jiřina Popelová, Petr Rákos, Ivan Sviták, Pavel Trost, Antonín Václavík
- DDR: Klaus Hermsdorf, Kurt Krolop, Werner Mittenzwei, Helmut Richter, Anna Seghers, Ernst Schumacher
- aus anderen Staaten: Ernst Fischer, Österreich; Roger Garaudy, Frankreich; Roman Karst, Polen; Jenő Krammer, Ungarn; Dušan Ludvik, Jugoslawien

Alle Konferenzteilnehmer waren mehr oder weniger Marxisten; die einzige Ausnahme war Roman Karst aus Polen, weil, wie Jungmann sarkastisch betonte, „Nicht-Marxisten nur stören würden.“

## Beginn des Prager Frühlings
Die Kafka-Konferenz von Liblice hatte bedeutende Auswirkungen auf die intellektuellen Debatten in der ČSSR, der DDR (wo sie zunächst in den Medien verschwiegen wurde) und der Sowjetunion. Die Konferenz versetzte die kulturpolitischen Funktionäre der DDR in Unruhe, ob die Ächtung dieses Autors bestehen bleiben könne. Der Autor und seine literarische Idee der „Entfremdung“ wurden von der stalinistischen Kritik abgelehnt. Die Diskussion auf der Konferenz um dieses Konzept setzte einen Prozess der Öffnung in den Ostblockstaaten in Gang – zunächst literarisch, dann im sogenannten Prager Frühling 1968 auch politisch, in den Versuchen der tschechoslowakischen Kommunistischen Partei, ein Liberalisierungs- und Demokratisierungsprogramm und wirtschaftliche Reformen einzuführen.
In der Tschechoslowakei wurde sie zum Auftakt einer kurzen Periode des geistigen und gesellschaftlichen Aufbruchs, die im August 1968 mit dem Einmarsch der Truppen der Warschauer-Pakt-Staaten in die Tschechoslowakei ihr Ende fand.

## Konferenz 2008
Kafka zu interpretieren war die Aufgabe der Konferenz von 1963; noch schwieriger erwies sich das Vorhaben, die Konferenz selbst zu explizieren, was die selbstgestellte Aufgabe der Konferenz „Kafka und die Macht“ war, die 45 Jahre später, am 24. und 25. Oktober 2008 ebenfalls in Liblice stattfand. Es stellte sich die Frage, ob in Liblice 1963 ein literarisches Kolloquium stattgefunden hatte oder ein politisches Ereignis, ein Mythos und Vorläufer des Prager Frühlings von 1968.
Die Konferenz von 2008 war eine gemeinsame Veranstaltung des Instituts für Textkritik in Heidelberg und des Ústav pro soudobé dějiny (Institut für zeitgenössische Geschichte) Prag. Die vorwiegend tschechischen und deutschen Teilnehmer vertraten nicht nur divergierende Meinungen, sondern es kam dazu, dass die Konferenzteilnehmer von 1963 jetzt auch emotional gegeneinander auftraten. Auf der einen Seite entstand der Eindruck, die Konferenz von 1963 sei eine „versteckte Stalinismus-Debatte“ gewesen, während andere (Klaus Theweleit unter Berufung auf Henri Bergson) über „Geschichte, die wir rückwärtsgewandt verändern, allein dadurch, dass wir mit ihr umgehen“, sprachen. Auf die Ambivalenz von Kafkas Process eingehend urteilte Roland Reuß, wie politisch Texte sein können, vielleicht auch deshalb, weil sie mit der Politik nichts zu tun haben – zumindest nicht direkt. Es sei eher die Subversivität eines „Schwarzsehers und Pessimisten, […] die es insbesondere den orthodoxen Kommunisten suspekt machte. […] In Wahrheit fürchtete man jedoch in der Rezeption Rückschlüsse auf die Allgegenwart des Staatssicherheitsdienstes und des KGBs, ebenso Analogieschlüsse zur herrschenden Willkür der Bürokratie.“

## Literatur

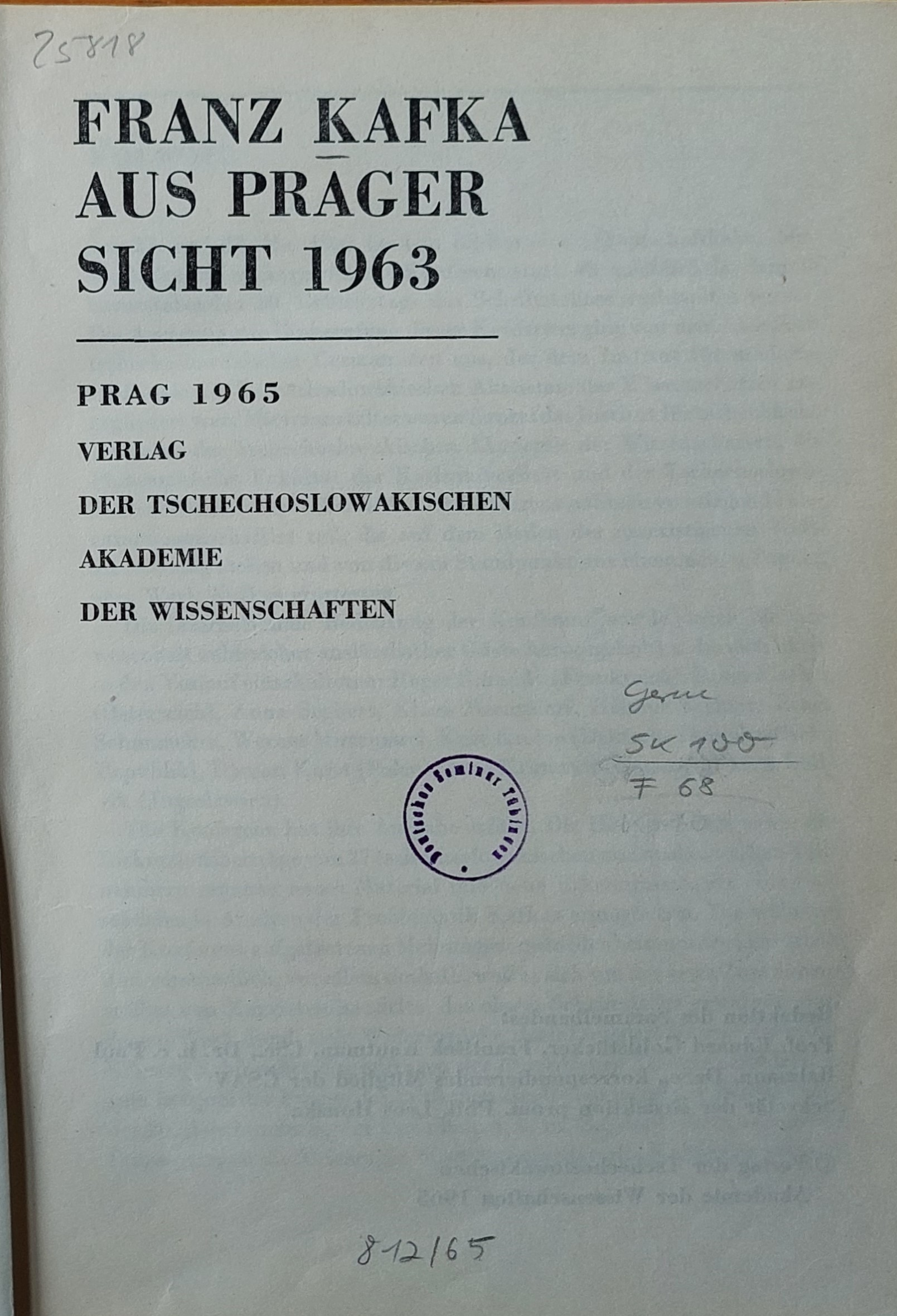
Deutsche Ausgabe der Konferenzschrift (1965)